# Georgij Mihajlovics Scsennyikov
Georgij Mihajlovics Scsennyikov (oroszul: Георгий Михайлович Щенников; Moszkva, 1991. április 27. –) orosz válogatott labdarúgó hátvéd, jelenleg a CSZKA Moszkva játékosa.

## Statisztika
2014. március 29-i adatok
| Klub             | Szezon           | Bajnokság | Bajnokság | Kupa  | Kupa | Szuperkupa | Szuperkupa | UEFA-kupa/ Európa-liga | UEFA-kupa/ Európa-liga | Bajnokok Ligája | Bajnokok Ligája | Összesen | Összesen |
| Klub             | Szezon           | Mérk.     | Gól       | Mérk. | Gól  | Mérk.      | Gól        | Mérk.                  | Gól                    | Mérk.           | Gól             | Mérk.    | Gól      |
| ---------------- | ---------------- | --------- | --------- | ----- | ---- | ---------- | ---------- | ---------------------- | ---------------------- | --------------- | --------------- | -------- | -------- |
| CSZKA Moszkva    | 2008             | 0         | 0         | 2     | 0    | 0          | 0          | 2                      | 0                      | 0               | 0               | 4        | 0        |
| CSZKA Moszkva    | 2009             | 25        | 0         | 4     | 0    | 1          | 0          | 4                      | 0                      | 6               | 0               | 40       | 0        |
| CSZKA Moszkva    | 2010             | 25        | 0         | 1     | 0    | 1          | 0          | 7                      | 0                      | 4               | 0               | 38       | 0        |
| CSZKA Moszkva    | 2011–12          | 21        | 0         | 1     | 0    | 1          | 0          | 4                      | 0                      | 5               | 0               | 32       | 0        |
| CSZKA Moszkva    | 2012–13          | 12        | 0         | 1     | 0    | 0          | 0          | 1                      | 0                      | 0               | 0               | 14       | 0        |
| CSZKA Moszkva    | Összesen         | 83        | 0         | 9     | 0    | 3          | 0          | 18                     | 0                      | 15              | 0               | 128      | 0        |
| Karrier összesen | Karrier összesen | 83        | 0         | 9     | 0    | 3          | 0          | 18                     | 0                      | 15              | 0               | 128      | 0        |

## Sikerei, díjai
CSZKA Moszkva
- Orosz bajnok (2): 2012–13, 2013–14
- Orosz kupagyőztes (3): 2008–09, 2010–11, 2012–13
- Orosz szuperkupagyőztes (2): 2009, 2013, 2018

## Fordítás
- Ez a szócikk részben vagy egészben  a   Georgi Shchennikov című angol Wikipédia-szócikk fordításán alapul.  Az eredeti cikk szerkesztőit annak laptörténete sorolja fel. Ez a jelzés csupán a megfogalmazás eredetét és a szerzői jogokat jelzi, nem szolgál a cikkben szereplő információk forrásmegjelöléseként.